# Alpheus hortensis
Alpheus hortensis is een garnalensoort uit de familie van de Alpheidae. De wetenschappelijke naam van de soort is voor het eerst geldig gepubliceerd in 2003 door Wicksten & McClure.